# Pavlova Huť (Naturschutzgebiet)
Das Naturschutzgebiet und Fauna-Flora-Habitat-Gebiet Pavlova Huť liegt in der Gemeinde Lesná u Tachova im Westen Tschechiens unmittelbar an der Grenze zu Deutschland. Es gehört naturräumlich zum Böhmischen Wald. Es handelt sich um ein etwa 34 ha großes, überwiegend mit Fichten und Bergkiefern bewaldetes Moorgebiet am Oberlauf des Sklářský potok. Auf deutscher Seite grenzt unmittelbar das FFH- und Naturschutzgebiet Moorgebiet bei Bärnau an. Im Gebiet kommen zahlreiche typische Moorarten, wie z. B. Scheidiges und Schmalblättriges Wollgras, Gewöhnliche Moosbeere, Schwarze Krähenbeere, Breitblättriger Dornfarn, Torfmoose, Gemeines Weißmoos und Siebenstern vor.

## Schutzzweck
Folgende Lebensraumtypen nach Anhang I der FFH-Richtlinie sind für das Gebiet gemeldet:
| EU Code | * | Lebensraumtyp (offizielle Bezeichnung) | Fläche [ha] |
| ------- | - | -------------------------------------- | ----------- |
| 91D0    | * | Moorwälder                             | 12,0        |